# マイケル・ボートマン
マイケル・ボートマン（Michael Boatman, 1964年10月25日 - ）はアメリカ合衆国の俳優、脚本家。
主な出演作品に、『チャイナ・ビーチ』『スピン・シティ』『Arli$$』『LAW & ORDER:性犯罪特捜班』等。
全米黒人地位向上協会イメージ・アワードにて、最も活躍した助演男優賞(コメディシリーズ部門)に最多５回のノミネートを受ける。最も活躍した男優(コメディシリーズ部門)2002にもノミネートされた。

## 経歴
マイケル・ボートマンは1964年10月25日、コロラド州コロラドスプリングスにおいて、障害者のスーパーバイザーを務める母と、軍士官の父との間に生まれた。シカゴで育ち、西イリノイ大学を卒業。
大学では演劇を専攻し、『真夏の夜の夢』のオベロンや、Purlie VictoriousのPurlieなど様々な役を演じる一方、コントグループ『Shock Treatment』のメンバーとしてバーやナイトクラブでも活動した。4年生の時にアイリーン・ライアン演劇賞の最優秀助演男優部門を受賞。
1986年にシカゴへ移り、著名な演技指導者でキャスティング・ディレクターのジェーン・ブロディに師事。同年末にはベトナム戦争が舞台のアクションドラマ『ハンバーガー・ヒル』のモータウン役を射止めた。さらに同年、『旅立ちの時』でリヴァー・フェニックスとも共演。
その後『The Trial of Bernard Goetz』や『チャイナ・ビーチ』を経て、マイケル・J・フォックス主演のシチュエーション・コメディ『スピン・シティ』で、市長のアシスタントを務めるゲイ、“カーター”を６シーズン通して演じ、全米黒人地位向上協会のイメージ・アワードにて、最優秀助演男優賞(コメディ部門)に最多の５回、ノミネートされたほか、GLAADメディア賞の最優秀男優賞を受賞した。同時期にドラマ『Arli$$』でもゲイの役を演じ、同様に多くのノミネートを受けた。
ボートマンはまた、脚本家・小説家でもあり、スプラッタ・ホラーのジャンル等で作品を残している。
2009年、コメディ『シェリー』の主演女優、シェリー・シェパードと結婚。

## 出演作品

### 映画
| 公開年 | 邦題 原題                                                | 役名               | 備考       |
| ------ | -------------------------------------------------------- | ------------------ | ---------- |
| 1987   | ハンバーガー・ヒル Hamburger Hill                        | レイ・モータウン   |            |
| 1990   | フォース・ストーリー/危険な誘惑 Fourth Story             | ティール           | テレビ映画 |
| 1992   | ジャンク・アップ・シティ In the Line of Duty: Street War | ロバート・デイトン | テレビ映画 |
| 1994   | グラス・シールド The Glass Shield                        | J.J. ジョンソン    |            |
| 1997   | ピースメーカー The Peacemaker                            | ピーチ             |            |
| 2007   | アンド・ゼン・ケイム・ラブ And Then Came Love            | テッド             |            |

### テレビシリーズ
| 放映年    | 邦題 原題                                                  | 役名                 | 備考          |
| --------- | ---------------------------------------------------------- | -------------------- | ------------- |
| 1988-1991 | チャイナ・ビーチ China Beach                               | サミュエル・ベケット | 61エピソード  |
| 1992      | タイムマシーンにお願い Quantum Leap                        | ビリー・ジョンソン   | 1エピソード   |
| 1992-1993 | The Jackie Thomas Show                                     | グラント・ウエストン | 18エピソード  |
| 1995      | Muscle                                                     | ガーネット・ヘインズ | 13エピソード  |
| 1996-2002 | スピン・シティ Spin City                                   | カーター・ヘイウッド | 145エピソード |
| 1996-2002 | Arli$$                                                     | スタンリー・バブソン | 32エピソード  |
| 2003,2007 | ロー&オーダー Law & Order                                  | デイヴ・シーヴァー   | 2エピソード   |
| 2003-2011 | LAW & ORDER:性犯罪特捜班 Law & Order: Special Victims Unit | デイヴ・シーヴァー   | 7話ゲスト出演 |
| 2004      | CSI:マイアミ CSI: Miami                                    | ウェス・ギャラハー   | 1エピソード   |
| 2005      | Scrubs〜恋のお騒がせ病棟 Scrubs                            | ロン                 | 1エピソード   |
| 2006      | HUFF〜ドクターは中年症候群 Huff                            | アート               | 1エピソード   |
| 2007      | グレイズ・アナトミー 恋の解剖学 Grey's Anatomy             | ダグ                 | 1エピソード   |
| 2008      | シークレット・アイドル ハンナ・モンタナ Hannah Montana     | ランダル・ハリソン   | 1エピソード   |
| 2009      | クリミナル・マインド FBI行動分析課 Criminal Minds          | ウィリアム・ハリス   | 1エピソード   |
| 2009      | ウェアハウス13 〜秘密の倉庫 事件ファイル〜 Warehouse 13    |                      | エピソード    |
| 2009      | Sherri                                                     | ランドルフ・グレッグ | 9エピソード   |
| 2009-2012 | グッド・ワイフ The Good Wife                               | ジュリアス・ケイン   | 15エピソード  |
| 2010      | ホワイトカラー White Collar                                | ラッセル・スミス     | 1エピソード   |
| 2011      | ゴシップガール Gossip Girl                                 | ラッセル・ソープ     | 8エピソード   |
| 2012-2013 | Anger Management                                           | マイケル             | 22エピソード  |

## 参照
1. ↑  Michael Boatman Biography (1964-)